# National Rainbow Coalition
National Rainbow Coalition (NARC, "Nationella regnbågskoalitionen") var ett politiskt parti i Kenya, bildat inför de allmänna valen 2002 genom samgående mellan National Alliance Party of Kenya och Liberaldemokratiska partiet. Partiledare var Charity Ngilu.
I valen den 27 december 2002 vann koalitionen en jordskredsseger över det tidigare regeringspartiet Kanu. Narc erövrade 56,1 % av rösterna i parlamentsvalet och 125 av 212 mandat i parlamentet. 
Regnbågskoalitionens presidentkandidat Mwai Kibaki fick 62 procent av rösterna och svors den 30 december 2002 in som Kenyas tredje president.
2005 sprack partiet i tre delar, efter en folkomröstning om ny grundlag där Kibaki och liberaldemokraternas ledare Raila Odinga stått på var sin sida.
- De liberaldemokratiska ministrarna sparkades ur regeringen och bildade istället Orange Democratic Movement (ODM).
- Kibaki och hans anhängare bildade ett nytt parti, NARC-Kenya.
- Charity Ngilu fortsatte att leda det ursprungliga Narc men när hon deklarerade att detta parti backade upp Odingas presidentkandidatur fick hon sparken som folkhälsominister.

I parlamentsvalet i december 2007 fick NARC tre mandat.
I det stormiga valet av talman, den 15 januari 2008, tillhörde Narc den parlamentariska majoritet som utsåg Kenneth Marende till talman.